# Giovanni Degni
Giovanni Degni (ur. 28 września 1900 w Rzymie  – zm. 2 listopada 1975) – włoski piłkarz grający na pozycji środkowego obrońcy, a po zakończeniu kariery piłkarskiej trener.

## Kariera piłkarska
Degni był rodowitym rzymianinem. Piłkarską karierę rozpoczął w tamtejszym klubie Pro Fortitudo Rzym i grał tam na szczeblu lokalnym. Następnie trafił do Alby Rzym. W 1921 roku zadebiutował w Divisione 1, w grupie południowej. W sezonie 1924/1925 został wicemistrzem Włoch (Alba przegrała w finale z FC Bologna 0:4 i 0:2), natomiast rok później powtórzył ten sukces (w finale 1:7 i 0:5 z Juventusem). W 1927 roku po utworzeniu nowego klubu AS Roma został jego zawodnikiem. 6 września 1929 zadebiutował w barwach "giallorossich" w Serie A w przegranym 1:3 wyjazdowym spotkaniu z Alessandrią. W Romie występował przez cztery sezony, a największym sukcesem było wywalczenie w 1928 roku Coppa CONI. W 1931 roku przeszedł do US Lecce i po roku gry w Serie B zakończył piłkarską karierę.

## Kariera trenerska
Po zakończeniu kariery piłkarskiej Degni został trenerem. W 1945 roku został szkoleniowcem Romy zastępując Guida Masettiego. W pierwszym sezonie zajął 6. miejsce w Serie A, a w 1946/1947 – 15. i po sezonie został zwolniony. Następnie przez rok prowadził Calcio Catania i w 1948 roku zrezygnował ze stanowiska.